# Independence Stadium (Shreveport)
Ne doit pas être confondu avec Independence Stadium (Windhoek) ou Independence Stadium (Bakau).

L'Independence Stadium est un stade de football américain situé à Shreveport en Louisiane.